# ميغ أوليفر
ميغ أوليفر (بالإنجليزية: Meg Oliver)‏ هي صحفية أمريكية، ولدت في 7 ديسمبر 1970.